# Yolett McPhee-McCuin
Yolett Alessia McPhee-McCuin (Freeport, Bahama-szigetek, 1982. április 30. –) bahamai-amerikai kosárlabdaedző, az Ole Miss Rebels és a bahamai női válogatott edzője.

## Tanulmányai
Szülei a freeporti katolikus középiskolában dolgoztak: édesanyja igazgató, édesapja kosárlabdaedző volt. Yolett McPhee-McCuin itt érettségizett 2000-ben; ugyan a Florida Atlantic Universityre felvételizett, végül a Miami–Dade-re iratkozott be, ahol a nőikosárlabda-csapat irányítójaként elnyerte az All-America elismerést és a passzok rangsorában az ország harmadik legjobbja volt. Szakképesítését 2002-ben szerezte meg.
A Rhode Island-i Egyetemen 2004-ben BA fokozatú üzleti, míg 2007-ben a UAPB-n iskolai pszichológus MA diplomát szerzett.

## Pályafutása

### Kezdetek
Edzői pályafutása a 2004–2005-ös szezonban kezdődött a Frank Phillips Főiskola helyetteseként, majd 2005 és 2007 között a Arkansas–Pine Bluff Golden Lions munkatársa volt.
2007–2008-ban a Portland Pilots, 2008 és 2010 között pedig Agnus Berenato alatt a Pittsburgh Panthers helyettese volt. 2010 és 2013 között a Clemson Tigers munkatársa volt.

### Jacksonville Dolphins
Első vezetőedzői pozícióját 2013 és 2018 között töltötte be a Jacksonville Dolphinsnál. Az egymásután négy szezont elvesztő csapat McPhee-McCuin harmadik szezonjában 22–11-es eredményt ért el és kijutott az NCAA-bajnokságra, 2017-ben és 2018-ban pedig a WNIT-re.

### Ole Miss Rebels
Matt Insell 2018. márciusi kirúgása után McPhee-McCuin a Mississippi Egyetem nőikosárlabda-vezetőedzője lett. Első szezonjában 12–19-es eredményt ért el, első két szezonjában a csapat összesen tizenhatszor nyert. A 2020–21-es szezon sikerei miatt 2021. március 10-én szerződését a 2024–25-ös szezonig meghosszabbították. A csapat a 2021-es WNIT-n második lett.
A 2021–22-es szezonban 23–9-es eredményt értek el és 2007 óta először kijutottak az NCAA-bajnokságra. Shakira Austint a 2022-es WNBA-draft során a Washington Mystics kiválasztotta.
A 2022–23-as szezonban is részt vettek az NCAA bajnokságán és 2007 óta először a legjobb tizenhat közé jutottak. A 2023–24-es szezonban tizenkét konferenciagyőzelmük volt.

## Családja
Férje Kelly McCuin. Két gyermekük van.

## Eredményei vezetőedzőként
| Szezon                                          | Eredmény                                        | Eredmény                                        | Helyezés                                        | Továbbjutás                                     |
| Szezon                                          | Összesített                                     | Konferencia                                     | Helyezés                                        | Továbbjutás                                     |
| Jacksonville Dolphins (Atlantic Sun Conference) | Jacksonville Dolphins (Atlantic Sun Conference) | Jacksonville Dolphins (Atlantic Sun Conference) | Jacksonville Dolphins (Atlantic Sun Conference) | Jacksonville Dolphins (Atlantic Sun Conference) |
| ----------------------------------------------- | ----------------------------------------------- | ----------------------------------------------- | ----------------------------------------------- | ----------------------------------------------- |
| 2013–14                                         | 13–17                                           | 10–8                                            | 5.                                              | –                                               |
| 2014–15                                         | 12–18                                           | 6–8                                             | T–4.                                            | –                                               |
| 2015–16                                         | 22–11                                           | 11–3                                            | 2.                                              | NCAA első kör                                   |
| 2016–17                                         | 23–9                                            | 11–3                                            | 3.                                              | WNIT első kör                                   |
| 2017–18                                         | 24–9                                            | 11–2                                            | 2.                                              | WNIT első kör                                   |
| Eredmény:                                       | 94–63 (.599)                                    | 50–24 (.676)                                    | –                                               | –                                               |
| Ole Miss Rebels (Southeastern Conference)       |                                                 |                                                 |                                                 |                                                 |
| 2018–19                                         | 9–22                                            | 3–13                                            | T–12.                                           | –                                               |
| 2019–20                                         | 7–23                                            | 0–16                                            | 14.                                             | –                                               |
| 2020–21                                         | 15–12                                           | 4–10                                            | 11.                                             | WNIT 2. hely                                    |
| 2021–22                                         | 23–9                                            | 10–6                                            | T–4.                                            | NCAA első kör                                   |
| 2022–23                                         | 25–9                                            | 11–5                                            | 4.                                              | NCAA Sweet Sixteen                              |
| 2023–24                                         | 24–9                                            | 12–4                                            | 3.                                              | NCAA második kör                                |
| Eredmény:                                       | 103–84 (.551)                                   | 40–54 (.426)                                    | –                                               | –                                               |
| Összesen:                                       | 197–147 (.573)                                  | –                                               | –                                               | –                                               |
| Jelmagyarázat: Konferenciatorna-bajnok          |                                                 |                                                 |                                                 |                                                 |

## Fordítás
- Ez a szócikk részben vagy egészben  a   Yolett McPhee-McCuin című angol Wikipédia-szócikk ezen változatának fordításán alapul.  Az eredeti cikk szerkesztőit annak laptörténete sorolja fel. Ez a jelzés csupán a megfogalmazás eredetét és a szerzői jogokat jelzi, nem szolgál a cikkben szereplő információk forrásmegjelöléseként.